# برچسب‌گذاری و رهاسازی

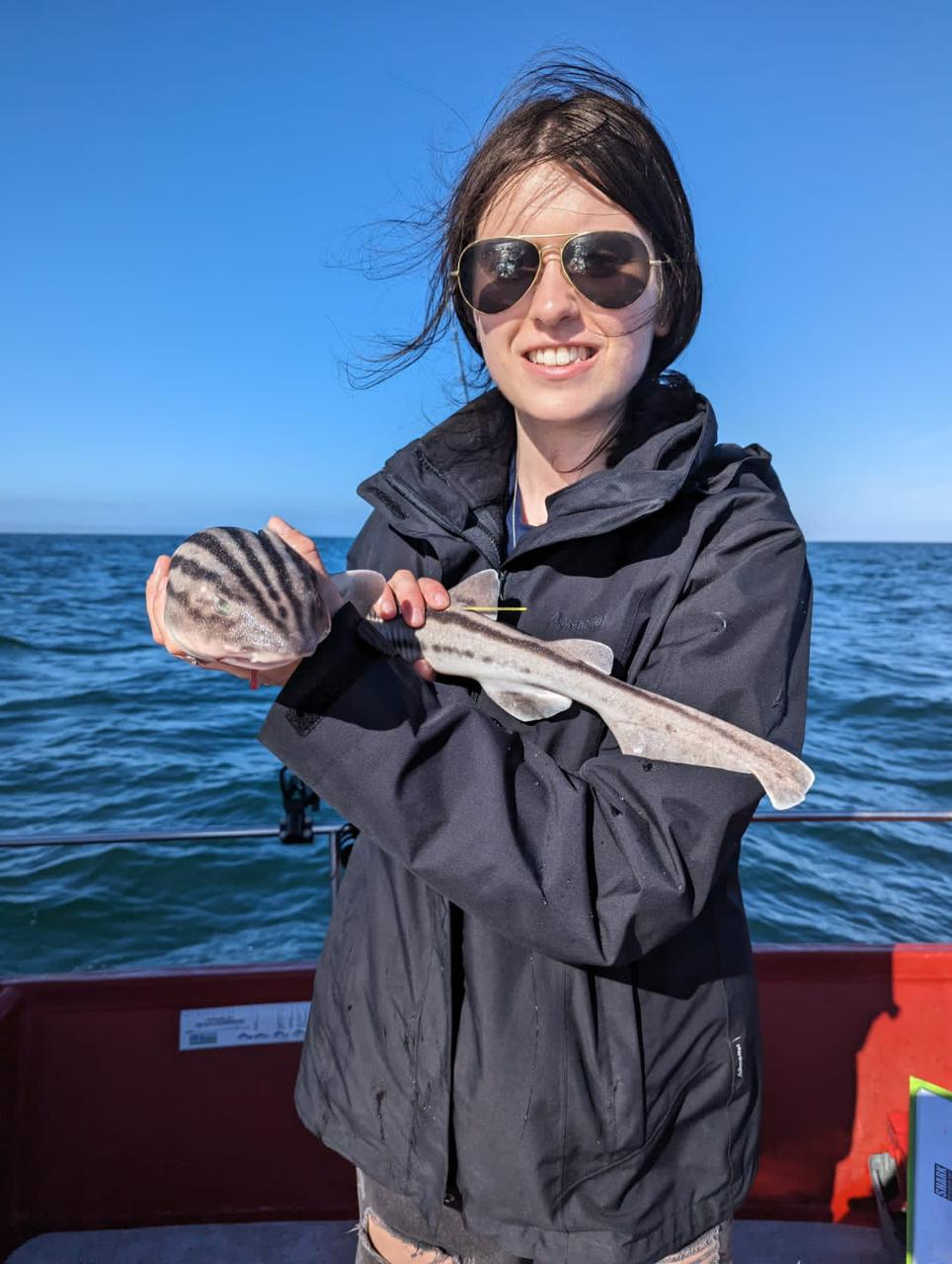
گربه‌ماهی پیژامه‌دار با برچسب ORI در خلیج Mossel، آفریقای جنوبی در برچسب‌گذاری شده است.

برچسب‌گذاری و رهاسازی (نام علمی: Tag and release) شکلی از صید و رها کردن ماهی است که در آن ماهی‌گیر یک برچسب را به ماهی می‌چسباند، داده‌هایی مانند تاریخ، زمان، مکان و نوع ماهی را روی یک کارت پستال استاندارد ثبت می‌کند و این کارت را به یک سازمان شیلات یا ارائه می‌کند. سازمان حفاظت ماهیگیرانی که ماهی‌های برچسب‌دار را صید می‌کنند، مکان، تاریخ و زمان و همچنین شماره برچسب خود را به نقاط تماس ثابت گزارش می‌دهند. کارولینای جنوبی از سال ۱۹۷۴ چنین برنامه‌ای داشته است.
یک برنامه برچسب‌گذاری و رهاسازی در NSW، استرالیا در حال اجرا است.